# Rossano Kepler Alvim Fiorelli
Rossano Kepler Alvim Fiorelli (Três Rios, 12 de março de 1963) é um médico brasileiro.
Foi eleito membro da Academia Nacional de Medicina em 2016, ocupando a Cadeira 21, da qual Fernando Ferreira Vaz é o patrono.